# Monochamus stuhlmanni
Monochamus stuhlmanni är en skalbaggsart som beskrevs av Hermann Julius Kolbe 1894. Monochamus stuhlmanni ingår i släktet Monochamus och familjen långhorningar.
Artens utbredningsområde är Rwanda. Inga underarter finns listade i Catalogue of Life.